# Maurice Rajsfus
Maurice Rajsfus, pseudonyme de Maurice Plocki, né le 9 avril 1928 dans le 10e arrondissement de Paris et mort le 13 juin 2020 à Antony (Hauts-de-Seine), est un écrivain, journaliste et militant français.
Il est auteur de nombreux livres dans lesquels il a abordé les thèmes du génocide des juifs en France, de la police et des atteintes aux libertés. En 1994, il a cofondé l'Observatoire des libertés publiques,, qu'il a présidé jusqu'à sa fermeture.

## Biographie
Né en 1928 dans le 10e arrondissement de Paris, Maurice Plocki — qui prendra comme pseudonyme le nom de sa mère — est le fils de NushimPlocki (né le 22 janvier 1892 à Radom en Pologne) et Riwka Rajsfus (Rajcfus) (née le 16 novembre 1900 à Dembow, en Pologne), Juifs polonais arrivés en France au début des années 1920. Ils ont été mariés par le maire d'Aubervilliers, Pierre Laval, « alors encore avocat pacifiste ». Ses parents gagnent alors leur vie comme marchands forains, vendant des bas et des chaussettes dans les villes de la banlieue Nord de Paris.

### Rescapé de la rafle du Vél’ d'hiv’
En juillet 1942, alors qu'il a 14 ans, il est arrêté avec ses parents et sa sœur aînée, Eugénie/Jenny, 16 ans, lors de la rafle du Vélodrome d'Hiver par un policier « un temps voisin de palier […]. Lorsque, en 1988, Rajsfus tentera de l'approcher (« pour comprendre »), le retraité l'éconduira d'un brutal : « Ça ne m'intéresse pas ! » Il n'a cessé depuis d'incarner cette « police de Vichy au passé trop présent, sans remords et sans mémoire ». Maurice Rajsfus est relâché avec sa sœur à la suite d'un ordre aléatoire excluant les enfants juifs français de 14 à 16 ans de la rafle ; ses parents ne reviendront pas. Ils sont déportés par le Convoi No. 11, en date du 27 juillet 1942, de Drancy vers Auschwitz.
Au lendemain de la guerre, il est « "Jeune communiste" à 16 ans, et participant aux Brigades de travail en Yougoslavie, puis exclu à 18 ans pour "hitléro-trotskisme", militant de la IVe Internationale avant 1950, puis du groupe Socialisme ou barbarie avec Lefort et Castoriadis, mobilisant le mouvement des Auberges de jeunesse contre la guerre d'Algérie dès 1955 et président de Ras l'front de 1991 à 1999 ».

### Créateur de l'Observatoire des libertés publiques
Un an après que, le 6 avril 1993, Makomé M’Bowolé a été tué,, d'« une balle dans la tête à bout touchant » alors qu'il était interrogé, menotté, au commissariat des Grandes Carrières (18e arrondissement de Paris), Maurice Rajsfus fonde l'Observatoire des libertés publiques, qui publie un bulletin mensuel, Que fait la police ?. Il y démontre par l’exhaustivité des faits que ces meurtres ne sont ni des dérapages fortuits ni des accidents, mais l’aboutissement d’une violence systémique et quotidienne, toujours exercée au nom du maintien de l’ordre public.
Pour lui, le lien entre passé et présent est constant, notamment dans la surveillance de la police : « Ils ont volé des années de vie à mes parents. Tous ont participé aux rafles quand ils étaient requis. Pratiquement pas un seul n’a démissionné. Si la police française ne s’était pas mise aux ordres, jamais il n’y aurait eu autant de dégâts. Il y a eu 250 000 déportés de France, dont 76 000 Juifs, les autres étant, pour l’essentiel, des communistes et des gaullistes… Et que dire de ce policier qui, rendant compte à la préfecture de sa mission, ose écrire, le 22 juillet : "Le Vél’ d’Hiv’ est évacué. Il restait 50 Juifs malades et des objets perdus, le tout a été transféré à Drancy" ».
Après 20 ans de recherches et près de 6 000 « faits divers » policiers relatés, Maurice Rajsfus met fin au bulletin Que fait la police ? en avril 2014.

### Antisioniste
Définissant le sionisme comme un « projet présenté comme "généreux" par ses initiateurs », il considère qu'il « a rapidement dérivé en une entreprise également raciste ». En parallèle, il dénonce l'utilisation de l'accusation d'antisémitisme qui est, selon lui, devenue « une arme brandie contre tous ceux qui s’opposent au sionisme, idéologie active qui ne saurait souffrir la moindre critique ».
Il publie, en 1990, Palestine : chronique des événements courants, 1988-1989 et L'Ennemi intérieur : Israël-Palestine, livres dans lesquels il décrit Israël comme « une démocratie sous haute surveillance » et dénonce les exactions de l'armée israélienne.

### Études et recherches
N'ayant longtemps eu que le certificat d’études, puisqu'il quitta le collège à 14 ans, Maurice Rajsfus a cependant passé un doctorat en sociologie en 1992.
Il a été à plusieurs reprises membre du jury des Big Brother Awards France, et a préfacé le livre Big Brother Awards. Les surveillants surveillés (2008). Toutefois, il n'a pas une formation académique dans le domaine de l'Histoire. Pierre Vidal-Naquet note dans sa préface du livre de Maurice Rajsfus consacré à l'Union générale des israélites de France (UGIF) que « Entre Maurice Rajsfus et moi, il y a, dois-je ajouter, une autre différence. Je suis, il n'est pas un "historien de profession" », et il estime qu'« Il y a parfois à discuter sur la façon dont Maurice Rajsfus aborde le matériel historique, mais "Messieurs les Historiens" − et je ne m'excepte pas du lot − auraient dû commencer ».

### Décès
Maurice Rajsfus meurt le 13 juin 2020 à Antony. Les Éditions Libertalia, qui l'avaient édité, annoncent : « Maurice Rajsfus vient de nous quitter après un combat inégal de six semaines contre la maladie. Nous poursuivrons ses combats pour la justice et l'émancipation. Ami, ta rage n'est pas perdue ! ». Il est inhumé le 18 juin 2020 dans le cimetière communal de Cachan, en présence notamment, outre ses enfants Michelle et Marc et ses petites-filles, de l'adjoint au Logement de Paris, Ian Brossat, de l'ancien candidat du parti NPA (alors LCR) à l'élection présidentielle Olivier Besancenot, du journaliste David Dufresne ou encore de la maire de Cachan, Hélène de Comarmond.

## Publications
- Des Juifs dans la collaboration, L'UGIF (1941-1944), préface de Pierre Vidal-Naquet, éd. Études et Documentation Internationales, 1980  (ISBN 2-85139-057-0 et 978-2851390578).
- Des Juifs dans la collaboration : Une terre promise ? (préf. Pierre Vidal-Naquet), vol. 2 : Des Juifs dans la collaboration : l'UGIF (1941-1944) : précédé d'une courte étude sur les Juifs de France en 1939, Paris, EDI : Études et documentation internationales (BNF 34637339), puis l'Harmattan (BNF 35080365), 1er janvier 1980, 403 p., contient un choix de témoignages et documents (ISBN 2-85139-057-0, EAN 978-2851390578, OCLC 6892798, BNF 36255558, lire en ligne).
- Sois Juif et tais-toi ! 1930-1940 – Les Français « Israélites » face au nazisme, éditions de l'Atelier, 1981  (ISBN 978-2851390646).
- Retours d'Israël, , éditions L'Harmattan, 1987[23]
- Jeudi noir, Paris, éditions L'Harmattan, 1988  (ISBN 2-7384-0039-6) (sur la rafle du Vélodrome d'Hiver).
- Les Silences de la police – 16 juillet 1942-17 octobre 1961, avec Jean-Luc Einaudi, éd. L'Esprit frappeur, 2001  (ISBN 2-84405-173-1), sur la rafle du Vel' d'Hiv' et le massacre des Algériens à Paris du 17 octobre 1961.
- Palestine, chronique des événements courants, 1988/ 1989, éditions L'Harmattan.
- Le travail à perpétuité : De la galère au journalisme, Manya, 1993.
- N'oublie pas le petit Jésus ! – L'Église catholique et les enfants juifs (1940-1945), Manya, 1994  (ISBN 2-87896-096-3).
- La Police de Vichy, Les forces de l'ordre françaises au service de la Gestapo 1940-1944, Le Cherche midi, 1995  (ISBN 2-86274-358-5).
- La police hors la loi – Des milliers de bavures sans ordonnances depuis 1968, Le Cherche midi, 1996  (ISBN 2-86274-466-2).
- Les Français de la débâcle – Juin-septembre 1940, un si bel été, Le Cherche midi, 1997.
- Mai 68 – Sous les pavés, la répression, Le Cherche midi, 1998.
- La Censure militaire et policière 1914-1918, Le Cherche midi, 1999.
- Souscription pour l'édification d'un monument au Policier Inconnu, L'Esprit frappeur, 1999.
- De la victoire à la débâcle 1919-1940, Le Cherche midi, 2000.
- La Rafle du Vél’ d’Hiv’, coll. « Que sais-je ? », éditions PUF, 2002.
- Maurice Rajsfus, Paris, 1942 : Chroniques d'un survivant, Paris, Noesis, coll. « Moisson rouge », 2002, 190 p. (ISBN 2-914645-07-4)[24].

- 1953, un 14 juillet sanglant, collection « Moisson Rouge », Agnès Viénot éditions, 2003.
- La Libération inconnue – À chacun sa résistance, Le Cherche midi, 2004 (sur la Libération et la Résistance).
- Drancy, un camp de concentration très ordinaire, 1941-1944, Le Cherche midi, 2005  (ISBN 2-86274-435-2), sur le camp de Drancy.
- Le Chagrin et la colère, Le Cherche midi, 2005.
- La France Bleu Marine – De Marcellin à Sarkozy (mai 1968-octobre 2005), L’Ésprit frappeur, 2005.
- Moussa et David, dessin de Jacques Demiguel, Tartamudo, 2006.
- Candide n'est pas mort, Le Cherche midi, 2008.
- Portrait physique et mental du policier ordinaire, éd. Après la Lune, 2008  (ISBN 2352270448 et 978-2352270447).
- Les mercenaires de la République, Éditions du Monde libertaire, 2008, (BNF 41269779), (OCLC 234041168).
- À vos ordres ? Jamais plus !, Éditions du Monde libertaire, 2009.
- 17, rue Dieu et autres cris de colère, Le Temps des cerises, 2009  (ISBN 978-2-84109-750-0).
- L'Intelligence du Barbare, Éditions du Monde libertaire, 2010  (ISBN 978-2-915514-36-0).
- Le Petit Maurice dans la tourmente, 1940-1944 – Quatre ans parmi les sous-hommes (bande dessinée), dessin de Mario et Michel D’Agostini, avec le soutien du Mémorial de la Shoah, éd. Tartamudo, 2010.
- Je n'aime pas la police de mon pays – L'aventure du bulletin Que fait la police ? (1994-2012), illustrations de Siné, Faujour et Tignous, éditions Libertalia, collection « À boulets rouges », 2012  (ISBN 978-2918059240).
- La Rafle du Vél' d'Hiv (adaptation théâtrale de Philippe Ogouz), éd. Le Cherche midi, 2003  (ISBN 978-2749101583).
- Avec Daniel Giraud, Patrick Schindler, René Schérer, Criminalisation de l'immigration, répression policière : arguments pour l'émancipation sociale, Éditions du Monde libertaire, 2006, (OCLC 470536333).
- Une enfance laïque et républicaine, Editions du Détour, réédition 2023.  (ISBN 979-10-97079-22-2)

### Cinéma
- L'An prochain, la révolution, un film de Frédéric Goldbronn, prod. et dist. Cauri Films, 2010 - vidéo couleur, 71 min.

### Théâtre
Une adaptation théâtrale, La Rafle du Vél' d'Hiv, a été réalisée et jouée en 2004 par Philippe Ogouz d'après trois livres de Maurice Rajsfus : Opération étoile jaune (Le Cherche midi), Chroniques d'un survivant (Noésis), La Rafle du Vél' d'Hiv, (PUF).